# Traspuament de brea

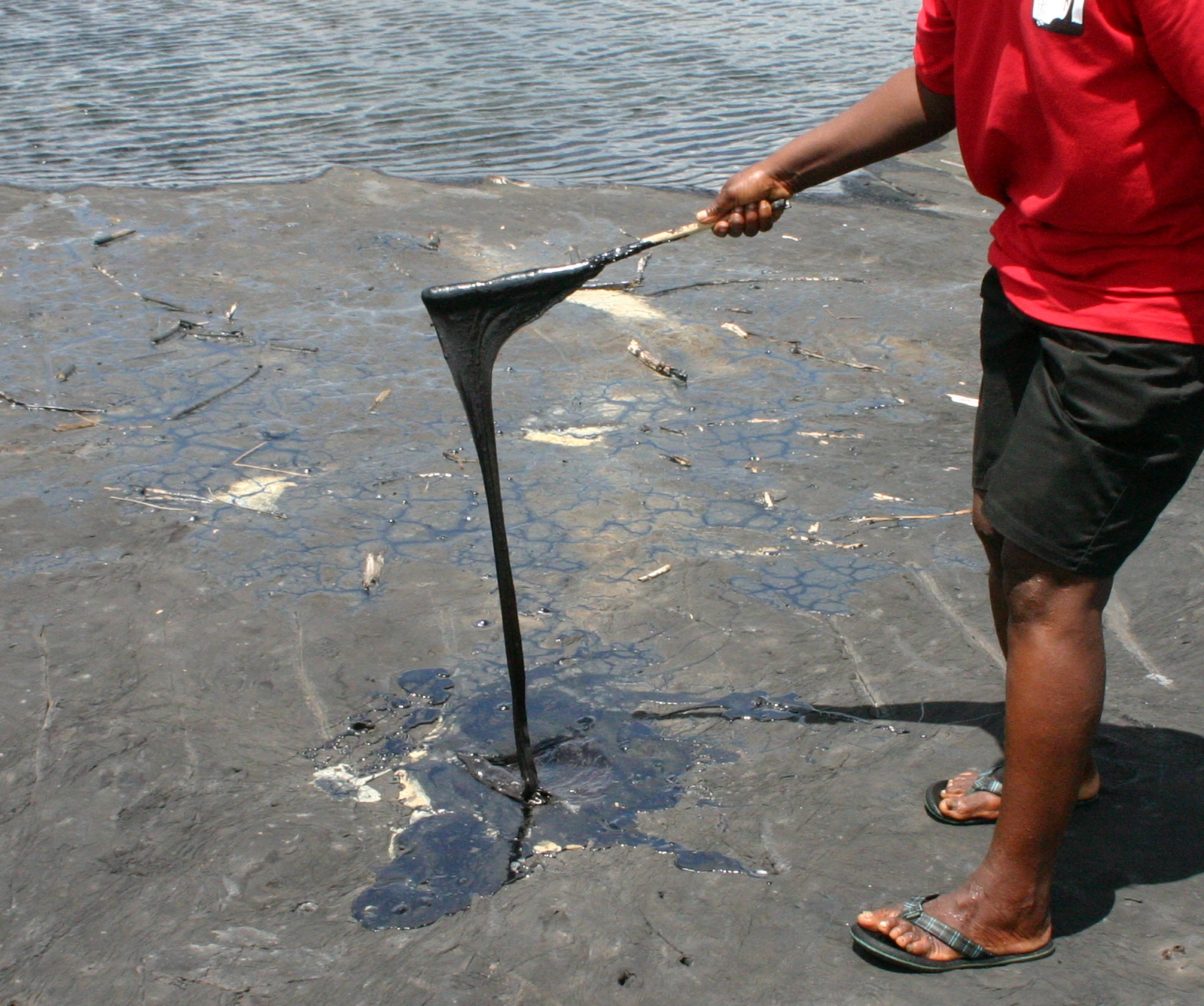
Tierra La Brea, Trinidad

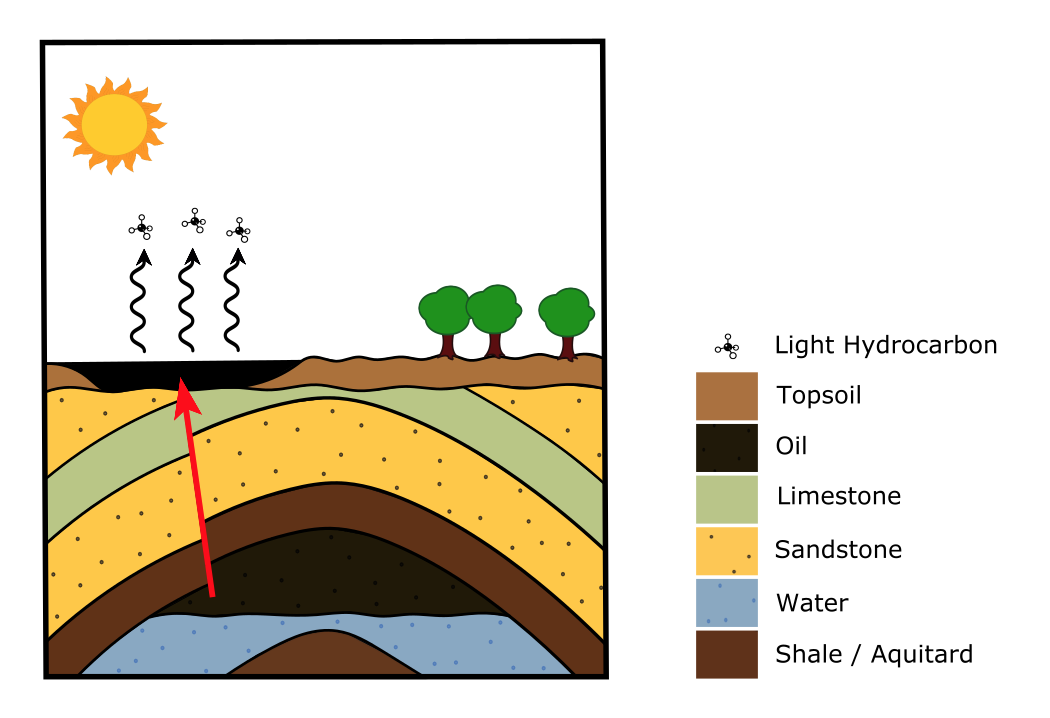
Una trampa anticlinal subministra material al traspuament de brea de la superfície a través de la fractura vertical dels estrats (indicada per la fletxa vermella). Un cop el petroli cru arriba a la superfície, té lloc l'evaporació, i els hidrocarburs més lleugers s'evaporen, deixant l'asfalt com a sediment.

Un traspuament de brea o filtració de brea és el resultat d'una filtració de petroli on el betum subterrani brolla a la superfície en forma de brea. Això passa perquè, després que el material arribi a la superfície, els seus components més lleugers es vaporitzen, deixant només la brea.
Els traspuaments de brea formen reserves superficials de petroli, i aquests dipòsits acostumen a trobar-se en trampes anticlinals. De fet, prop del 80% del petroli trobat a la Terra s'ha trobat en trampes anticlinals.